# Мой серебряный шар
«Мой серебряный шар» (в 1994—2003 годах — «Серебряный шар») — российская документальная программа, посвящённая интересным и выдающимся людям искусства, как живым, так и уже ушедшим из жизни. Автор и бессменный ведущий программы — Виталий Вульф. Выходила с 1994 по 2010 год. В разное время транслировалась тремя телеканалами последовательно: сначала на 1-м канале Останкино, затем на ОРТ (Первом канале) и, наконец, на «Россия (Россия 1)».
С самого начала существования программы символом её являлся шар из серебра — символ творческой и высокой мысли. Он стоял на пьедестале в студии, рядом с Вульфом. Название передаче придумал Виталий Вульф по аналогии с Серебряным веком.

## О программе
Идея передачи принадлежит Владиславу Листьеву и Виталию Вульфу, когда Листьев пригласил Вульфа в июне 1994 года перейти в телекомпанию ВИD (в книге «Влад Листьев. Пристрастный реквием» рассказано, что передача появилась по инициативе Владислава Листьева и Альбины Назимовой).
До этого, с 1991 года, команда Вульфа снимала документальные фильмы в Студии литературно-художественных программ РГТРК «Останкино». Первый из них был подготовлен в 1989 году и был посвящён 90-летию со дня рождения Марии Бабановой.
Первый выпуск постоянной программы состоялся 29 сентября 1994 года на 1-м канале Останкино под названием «Серебряный шар». Он был посвящён актёру Сергею Мартинсону. На первой кнопке передача выходила изначально 1-2 раза в месяц в позднее время, около 22:00, что было связано, по мнению Вульфа, с тем, что руководители каналов считали программу «элитарной», «не для всех».
За период с осени 1994 по 2000 год Вульф сделал 65 передач этого цикла (о чём он рассказал в одном из интервью), к 2010 году суммарное число выпусков уже превысило 200.
В 1997 году Виталий Вульф покинул штат телекомпании ВИD и впоследствии стал вести передачу как сотрудник ОРТ.
В мае 2003 года Вульф принял решение уйти с «Первого канала» — в последнее время его программа стала выходить только один раз в месяц, а также часто вылетать из сетки вещания по разным причинам.
В последнее время я выходил в эфир очень редко. Я иногда спрашивал дирекцию программ об этом. Мне отвечали: тут должен быть хоккей, тут футбол. Ну, ладно. А 24 мая у меня должна была быть передача о Блоке. И мне сказали, что Блока не будет, что его перенесли на июнь. Я написал заявление об уходе по собственному желанию, и ровно полтора месяца Эрнст его не подписывал. Тогда я написал ему короткое письмо, по-моему, очень вежливое. Кончалось оно словами: «Я закрываю «Серебряный шар». Думаю, это вас не огорчит, а только облегчит вашу и без того нервную жизнь. Дружески расположенный к вам Виталий Вульф».
Эфир передачи об Александре Блоке впоследствии состоялся 7 июня 2003 года. Спустя месяц, 5 июля (на тот момент Вульф уже покинул «Первый канал»), вышел повтор юбилейного, 100-го, выпуска передачи с подзаголовком «Лица XX века», изначально вышедшего в апреле, что стало последним эфиром «Серебряного шара» на первой кнопке. В 2024 году часть выпусков программы, вышедших на ОРТ, были размещены на сайте «Первого канала» в рамках спецпроекта к его 30-летнему юбилею.
С 1 июля 2003 года Вульф стал штатным сотрудником ФГУП ГТК «Телеканал Россия», после чего с сентября того же года программа стала выходить на этом телеканале, претерпев некоторые изменения. Передача стала называться «Мой серебряный шар» (поскольку права на использование названия «Серебряный шар» были закреплены за телекомпанией ВИD и «Первым каналом»), её производителем стала студия MB-group. Была увеличена частотность выхода программы в эфир: вместо одного выпуска в месяц, как это было на «Первом канале», на «России» телепрограмма выходила в еженедельном формате семь раз в месяц (две премьеры и пять повторов). «Здесь другая атмосфера, другое отношение, и я это чувствую. Очень благодарен за это Олегу Добродееву», — говорил Вульф об этом периоде работы. С 2004 по 2010 год программа выходила также на Радио России, входившем в состав ВГТРК.

### Персонажи
Героями телепередачи были зарубежные, советские и российские звёзды театра, кино, телевидения, литературы, а также политические деятели. С некоторыми из героев своей передачи Вульф был знаком лично. В сентябре 2003 года вышел выпуск программы, посвящённый её автору — Владу Листьеву (этот же выпуск является первым, вышедшим на «России»). В 2005 году один из выпусков программы был посвящён юбилею Виталия Вульфа. Героем последней программы стал Алексей Серебряков.
В программах использовались редкие материалы из семейных архивов того или иного героя передачи. Для своих программ Виталий Вульф использовал очень необычный музыкальный фон, создававший тон тому или иному выпуску. Так, в выпуске, посвящённом Владиславу Листьеву, были использованы мрачные и трагичные композиции «When the Walls Fell» (группа «Mastermind») и «Stealth Mass In F#M» (группа «Apollo 440»), а в выпуске про Александра Демьяненко, напротив, комичная композиция «I Am» (группа «Army of Lovers»).

### Закрытие
В ноябре 2010 года, за несколько месяцев до своей смерти, Виталий Вульф принял решение о закрытии программы. Причинами этого могли служить болезнь Вульфа, его работа на радио «Культура», а также нехватка ярких современных представителей театра и кино, о которых Вульф хотел бы рассказать.

## Критика
Некоторые фильмы из цикла подверглись критике за субъективность. Так, негативно был оценён фильм про Владислава Листьева:
Безобразной, впрочем, была и попытка продвинуть трактовку биографии погибшего, выгодную вдове, именно таковой попыткой смотрелась передача «Мой серебряный шар. Влад Листьев» («Россия», 15 сентября 2003): Виталий Вульф помимо своего фирменного «яканья» и демонстрации некомпетентности сумел лишь озвучить те тезисы, которые Альбина Назимова ненавязчиво подбрасывает тем журналистам, кто интересуется судьбой её славного супруга.
Тем не менее, программа была очень любима телезрителями и по большей части имела положительные отзывы:
А что, собственно, в этой программе? Сидит человек без галстука в небольшой, притемнённой студии, декораций практически никаких, рассказывает, показывает кинохронику, вспоминает личные встречи… Всё. Ни дорогих «ньюс румз», ни изощрённых съёмок или монтажа. <...> «Серебряный шар» довольно быстро стал данностью современной культуры и достижением нашего телевидения, практически сразу. Заслуга Вульфа и его сотрудников здесь очевидна. Но спустя десять лет начинаешь несколько иначе осознавать их удачу. Это уже не только живые рассказы о событиях и людях, но скорее целый отрезок нашей духовной культуры, взятой не линейно, а стереоскопично: у него ведь очень разные герои, в том числе те, против которых существовал всеобщий заговор молчания (например, Татьяна Доронина). У него разные времена – МХАТ 1930 – 1940-х годов и «Современник» сегодня. У него, наконец, разные направления: русский балет и американский кинематограф. А с недавнего времени ещё и область политики – Сталин, Черчилль, Муссолини. У кого-то это всё было бы пёстро. У Вульфа связано с личным восприятием реалий сегодняшнего мира и его истинных ценностей.